# Rimmel
Rimmel ist ein britisches Kosmetikunternehmen, das 1820 vom französischen Parfumeur Gérard Rimmel in London gegründet wurde.

## Unternehmensgeschichte
Die Kosmetikfirma Rimmel wurde 1820 vom gebürtigen Franzosen Gérard Rimmel und seinem 14-jährigen Sohn und Lehrling Eugène Rimmel gegründet. Der damalige Sitz der Parfümerie befand sich auf der vornehmen Bond Street. Eugène baute das Ladengeschäft weiter aus und kreierte das weltberühmte Book of Perfume, in welcher er, damals eine Neuheit, verschiedene Düfte und ihre Herstellung akribisch in Wort und Bild dokumentierte. Er ging auch in der Werbung neue Wege und platzierte Anzeigen in Theaterprogrammen und stellte aufwändige Kataloge zusammen, um die betuchte High-Society für sich als Kunden zu gewinnen. 
Nach dem Tode Eugènes im Jahre 1887 verfolgten seine beiden Söhne die Strategie des Vaters weiter und bauten die Firma international aus. Für die Flakons bestand eine Zusammenarbeit mit dem französischen Kristallglashersteller Baccarat. Ein Schwerpunkt ihrer Produktlinie war das Augen-Make-Up, insbesondere die Mascara. Der aufkommende Film und das damit verbundene dramatische Make-Up der Filmstars förderte die Beliebtheit der Firma und ihrer Produkte zusätzlich. Die Inhaber einer Londoner Werbeagentur, Robert und Rose Caplin, erwarben die Firma und bauten sie zusätzlich aus.
In den 1970er und 1980er Jahren wurde die Firma an diverse Inhaber verkauft, gegenwärtige Besitzer ist die Coty Inc., die Rimmel 1996 erwarben. Die Firma begann als besondere Strategie den London Look zu kreieren und gewann das Supermodel Kate Moss als repräsentatives Gesicht der Marke.

## Produktreihe
Die Produktreihe beinhaltet Haut-, Haar- und Nagelkosmetik, wie Lippenstifte, Sprays, Nagellack und Puder mit entsprechenden Zubehör, wie Pinseln oder Wimpernzangen. Die Produkte sind im normalen Drogeriehandel erhältlich und sind preislich im mittleren bis unteren Segment angesiedelt. Zielgruppe sind Jugendliche und junge Frauen bis 35.